# Estatuto de Autonomía del Principado de Asturias
El Estatuto de Autonomía del Principado de Asturias de 1981 (en asturiano, Estatutu d'Autonomía del Principáu d'Asturies) es una Ley Orgánica española que, como Estatuto de autonomía, es la norma institucional básica de esta comunidad autónoma. El Estado la reconoce y ampara como parte integrante de su ordenamiento jurídico. Determina las competencias, los órganos y la forma de la comunidad autónoma del Principado de Asturias. Se aprobó en las Cortes Generales en 1981 y entró en vigor el 31 de enero de 1982.

## Antecedentes
En 1918, en el contexto de la Crisis de la Restauración, la Diputación de Oviedo solicitó una mayor autonomía a través de una moción presentada por dos diputados del Partido reformista. A finales de este mismo año, el pleno de la Diputación reiteró esta petición, remitiendo al Gobierno unas Bases para la autonomía asturiana. Solicitaba mayores competencias y, entre otras reivindicaciones, una Hacienda propia. En 1923 y 1924, elevó dos memorias al Directorio militar de Primo de Rivera, donde solicitaba de nuevo más facultades para crear distintos servicios.
Paralelamente, en los primeros meses de 1919, se publican los primeros proyectos y bases para el Estatuto de autonomía municipal y regional, elaborados por los ayuntamientos de Laviana, Mieres, Sama de Langreo y Avilés. Son las primeras iniciativas de un Estatuto como tal de las que se tiene noticia.Estos esfuerzos se producen paralelamente a la campaña autonomista catalana de 1918-1919.
Durante el Primer Bienio de la Segunda República, hubo de nuevo varios intentos. Por ejemplo, el grupo El Aldeano de Castropol publicó en 1931 un manifiesto donde recogía un proyecto de Estatuto. El Partido Republicano Federal declaró tener redactado un proyecto, pero no lo hizo público. Por otro lado, en 1932, se constituyó una Comisión, integrada por Ramón Menéndez Pidal, Ramón Pérez de Ayala, Teodomiro Menéndez y Manuel Rico Avello, a la que se encomendó presentar un proyecto de Estatuto de Autonomía, aunque no se conoce que hubiera concluido sus trabajos. También se publicó un proyecto de Estatuto bajo la iniciativa personal y estrictamente académica de Sabino Álvarez Gendín. Se trataba de un apéndice a su libro Regionalismo. Estudio General. El problema en Asturias.
En definitiva, los proyectos de Estatuto de Autonomía no terminaron cuajando, por dos motivos principales: el nombramiento de un Gobierno conservador en 1933, y el posterior estallido de la Revolución de 1934, que provocó un desvío del debate público hacia la salida de los presos y la unión de las izquierdas.

## El proceso autonómico asturiano
En 1977, se producen las primeras elecciones generales democráticas. No se produjo en Asturias un auge de fuerzas políticas autonomistas. De hecho, serían los partidos de implantación estatal los que encabezarían el proceso para la todavía provincia de Oviedo.
Las Cortes Generales que fueron elegidas en 1977 tenían el encargo fundamental de elaborar la Constitución de 1978, pero también jugarían un papel destacado en la construcción del Estado de las Autonomías. De estas Cortes Generales, a partir de la iniciativa de sus diputados y senadores, surgieron las llamadas Asambleas Parlamentarias Regionales. Se trataba de reuniones, en las que participaban los diputados y senadores que habían sido elegidos por cada provincia, con el objeto de constituir una comunidad autónoma. Serían pioneras las provincias de Guipúzcoa, Álava y Vizcaya, cuyos representantes tuvieron su primera reunión el 10 de junio de 1977. Poco tiempo después, las provincias catalanas seguirían el ejemplo.
La Asamblea de Parlamentarios Asturianos, compuesta por diputados y senadores que resultaron elegidos por la circunscripción de Asturias, se constituye el 20 de julio de 1977.En concreto, los componentes de aquella Asamblea fueron los siguientes:
- 1 Senador por UCD: D. José María Alonso Vega
- 1 Senador independiente, integrado en el grupo Senado Democrático (SD): D. Atanasio Corte Zapico
- 1 Senador del PCE, integrado en el grupo SD: D. Wenceslao Roces Suárez, Senador (PCE), que sería sustituido posteriormente por Fernando Morán.
- 1 Senador del PSOE, integrado en el grupo SD: D. Rafael Fernández Álvarez, Senador (PSOE),
- 1 Diputada por el PCE: Doña Dolores Ibárruri Gómez, Diputada (PCE),
- 4 Diputados por el PSOE: D. Emilio Barbón Martínez, D. Honorio Díaz Díaz, D. Luis Gómez Llorente, D. José Manuel Palacio Álvarez,
- 4 Diputados por UCD: D. Emilio García Pumarino Ramos, D. Ricardo León Herrero, D. Alfredo Prieto Valiente y D. Luis Vega Escandón,
- 1 Diputado por AP: D. Juan Luis de la Vallina Velarde, Diputado (AP)[5]

En total, se trataba de 14 miembros: 5 de UCD, 4 del PSOE, 3 de SD, 1 de AP y 1 del PCE. Estos serían los principales interlocutores con el Gobierno en un primer momento. Hasta un tiempo después, las Asambleas estarían compuestas exclusivamente de los senadores y diputados parlamentarios. En este sentido, las otras dos instancias territoriales básicas de la administración local (diputaciones y Ayuntamientos) fueron excluidas, pues no habían sido nombradas democráticamente aún.
Cabe recordar que las Diputaciones Provinciales constituían un organismo diferente a las Asambleas de Parlamentarios. Las primeras eran una forma de representación de los municipios, que daban lugar a diputados escogidos a través de las elecciones locales. Por el contrario, las Asambleas de Parlamentarios eran reuniones de los diputados y senadores nacionales. El problema es que las reuniones se producían en el edificio de la Diputación, provocando la confusión entre ambos organismos, e incluso también con el Consejo Regional recientemente creado. En cierto momento, debido a esta cuestión y a las tensiones producidas entre ambas, en Asturias se firmó un documento para delimitar las funciones de cada una de estas instituciones en el proceso autonómico. 
La Diputación Provincial era una institución todavía vigente, heredada del régimen anterior, pero condenada a desaparecer por ser Asturias una futura comunidad uniprovincial. Durante todo el proceso autonómico, hubo una tensa relación entre Asamblea y Diputación, especialmente debida a que Alianza Popular y UCD, mayoritarios en la Diputación, les convenía retrasar su desaparición (esto era, al menos, lo que interpretaba el PCE desde su revista Mundo Obrero).
El 11 de octubre de 1977, la Asamblea de Parlamentarios Asturianos reunida en la Diputación Provincial de Oviedo acuerda, a propuesta del Diputado D. Luis Gómez Llorente (PSOE), iniciar negociaciones con el Gobierno para dotar a Asturias de un régimen preautonómico. Preside la sesión D. José María Alonso Vega y actúan de secretarios D. Emilio García-Pumarino Ramos y D. José Manuel Palacio Álvarez.
Pocos meses después, en diciembre, la Asamblea ya dispone de un primer borrador sobre la creación del ente preautonómico. Este documento se aprueba con el voto particular de Alianza Popular y, posteriormente, se entrega al ministro para las Regiones, Manuel Clavero Arévalo.
Paralelamente, el 24 de diciembre de 1977, la Diputación Provincial enviaría una carta al ministro Clavero Arévalo, mostrando su disconformidad con la Asamblea de Parlamentarios. En esta carta, protesta por no haber sido consultada sobre el proyecto preautonómico. Asimismo, en la misica critican a algunos parlamentarios, que ni son asturianos ni han nacido en Asturias -léase Dolores Ibárruri (PCE), Luis Gómez Llorente (PSOE) y Ricardo León Herrero (UCD). 
Se celebraron reuniones con el Ministerio, llegando a formular un texto de posible decreto-ley de preautonomía para Asturias, que los parlamentarios de la región dieron como válido. Los diputados socialistas entendieron entonces que se estaban produciendo «dilaciones injustificadas en la tramitación del referido decreto-ley». Debido a que esta tardanza implicaba una «discriminación o postergación contraria a los intereses asturianos», el diputado socialista Luis Gómez Llorente presentó una interpelación al Gobierno, para conocer «los motivos y propósitos que le inspiran en lo concerniente a la preautonomía de Asturias». Será entonces, en agosto de 1978 cuando el Consejo de Ministros apruebe el régimen preautonómico para Asturias.
El régimen preautonómico se instaura en Asturias, con el Real Decreto Ley 29/1978, de 27 de septiembre, instituyendo el Consejo Regional de Asturias "como órgano de gobierno y administración de la Región" (art. 2). Se creó una Comisión Mixta de representantes de la Administración del Estado y del Consejo Regional de Asturias para proponer al Gobierno los acuerdos sobre transferencias de la gestión de funciones, actividades y servicios de la competencia de la Administración del Estado. Esta comisión empezaría a funcionar en febrero de 1979.
La Asamblea de Parlamentarios Asturianos, reunida en la Diputación Provincial, acuerda la constitución del Consejo Regional de Asturias. El acto formal de constitución se produce el 10 de noviembre de 1978. El Presidente elegido resultaría ser Rafael Fernández Álvarez (PSOE), un histórico dirigente socialista que había estado exiliado en México. También se nombra a los consejeros en diferentes materias. Al día siguiente, se produjo un acto solemne en el Ayuntamiento de Cangas de Onís, primera capital del reino asturiano, para simbolizar el momento histórico. Asistió el ministro Clavero Arévalo.
Al mismo tiempo, los partidos políticos asturianos con representación parlamentaria adoptan un compromiso, que dirigen a todos los asturianos. Se trata de una declaración breve, con cinco puntos, que conforman la hoja de ruta inicial para llevar a cabo el proceso autonómico. El punto 2 de este compromiso incluye la elaboración de un Estatuto de Autonomía para Asturias.
El Consejo Regional recibiría «fuertes críticas por su supuesta inoperancia» desde su creación en noviembre de 1978, hasta las elecciones generales de 1979, producidas en marzo. Rafael Fernández contestaba que «Quizá se esperaba demasiado de una preautonomía que a fin de cuentas estaba dando sus primeros pasos. Sin recibir ninguna transferencia, podíamos hacer poco más de lo que hemos hecho: crear una cierta infraestructura que nos permitiese comenzar a abordar los problemas».
Efectivamente, el Consejo Regional tardó todavía unos meses en recibir las primeras competencias, que llegaron en diciembre de 1979. Además, su presupuesto era relativamente bajo, de 150 millones de pesetas. Ajustado a la inflación, «supondría unos cinco millones de euros, frente a los aproximadamente cuatro mil quinientos vigentes en la actualidad para el Principado de Asturias».
Se producía, además, otra situación que dificultaba los avances: el equilibrio casi idéntico de fuerzas entre entre la izquierda y el centro derecha (representadas por los partidos mayoritarios, PSOE y UCD). La composición de la Asamblea de Parlamentarias había abocado a la igualdad en Asturias: 4 diputados para el PSOE, 4 para UCD, 1 para el PCE y otro para AP.
Por otro lado, las elecciones municipales de 1979 en Asturias habían arrojado una similar igualdad entre fuerzas en la Diputación provincial de Oviedo. Esto llevó a una serie de complejos problemas legales. El bloque de izquierda, por su parte, había nombrado como candidato a la presidencia a José Manuel Alonso, practicante jubilado, y concejal socialista de Gijón, de 74 años de edad, argumentando que su elevada edad sería el criterio para romper el equilibrio de fuerzas. La UCD consiguió, entonces, sustituir a uno de sus diputados por José Puertas Meré, campesino de 75 años. La votación se llevó a cabo en un pleno de tres horas de duración, donde se vivió una notable tensión. El socialista Rafael Fernández, presidente del órgano preautonómico, solicitó al gobernador civil estrictas medidas de seguridad. En medio de un fuerte abucheo y gritos de «fuera» y «abajo el fascismo», José Puertas, visiblemente nervioso, aceptó con un «sí, qué remedio», la presidencia de la Corporación. Pero en mayo de 1979, «la sala de lo contencioso administrativo de la Audiencia Provincial declaraba nulos de pleno derecho los actos de elección de diputados y, por tanto, la misma corporación provincial».
El 1 de junio de 1979 los partidos políticos con representación parlamentaria en la Diputación de Oviedo toman la decisión de formalizar el inicio del proceso autonómico. Asimismo, el 11 de junio, tres de los cuatro partidos suscriben un pacto para intentar poner fin a lo que se denomina «crisis política de las instituciones regionales»: se trata de PSOE, UCD y PCA, quedando excluida AP. En este pacto, se apuntan los principales movimientos que, en un futuro, se producirían en la vida política asturiana:
1. constituir una Comisión para la elaboración del Estatuto de Autonomía,
2. decidir sobre la aplicación del procedimiento del artículo 143 o del 151 de la Constitución
3. constituir formalmente la Asamblea de Parlamentarios de Asturias y la Asamblea conjunta de Parlamentarios y Diputados Provinciales
4. Activar la iniciativa de proceso autonómico prevista en el párrafo 2 del artículo 143 de la Constitución, que requiere el acuerdo de al menos dos terceras partes de los municipios de la provincia.[5]

Se formó entonces la llamada Comisión de los 24, compuesta por seis representantes de cada partido: UCD, FSA-PSOE, PCA y CD. Las deliberaciones de esta comisión llevan a elegir la forma prevista por el artículo 143.1 de la Constitución para desarrollar el Estatuto y rechazar, en cambio, el 151, ante la negativa de CD.  
Firmado el pacto para elegir el artículo 143.1, la institución decide nombrar un grupo de trabajo, una Subcomisión Técnica, para elaborar el primer borrador de Estatuto. Debido a que tuvo 8 miembros, se la conoce como la Comisión de los 8: Francisco Sosa Wagner y Bernardo Fernández Pérez por el PSOE, Juan Bautista Fernández Fidalgo y Juan Casero Lambás por UCD, Ignacio de Otto y Pardo y Francisco Bastida por el PCE y Juan Luis de la Vallina Velarde y José Manuel Riesco Morán por CD.
En diciembre del mismo año, el Consejo Regional de Asturias adopta la iniciativa oficial de constituir Asturias en comunidad autónoma —siguiendo el Título VIII de la Constitución— y traslada a los ayuntamientos esta decisión para que adopten similar iniciativa: 72 municipios (el 95% del censo electoral) deciden acogerse al procedimiento del artículo 143.
El 18 de enero de 1980, la Asamblea de Parlamentarios y Diputados provinciales establece el calendario para elaborar el Proyecto de Estatuto de autonomía. Se presentaron casi doscientas enmiendas, que una ponencia se encarga de refundir y ordenar. El proyecto final se aprueba, en el seno de la Asamblea, el 12 de abril. Se procede a la votación de totalidad del proyecto, que es aprobado por 41 votos a favor y 2 en contra (CD), sin que se produzcan abstenciones. También se aprueba una propuesta del PCE consistente en que el Proyecto de Estatuto de Autonomía se remita a la Mesa del Congreso y, simultáneamente, al Congreso.
Diez días después, se remite este Proyecto a la Comisión Constitucional del Congreso. Tras cumplir con el recorrido parlamentario, el proyecto es aprobado en su versión definitiva el 15 de diciembre de 1981. La Ley Orgánica 7/1981, de Estatuto de Autonomía para Asturias se publica en el BOE núm. 9, de 11 de enero de 1982, entrando en vigor el 31 de enero de 1982.La publicación y entrada en vigor se produce en paralelo con la del Estatuto de Autonomía de Cantabria y el Estatuto de Autonomía de Andalucía. El Estatuto de Autonomía de Asturias sería el primero de todos los elaborados por la vía lenta del 143. 

## Reformas del Estatuto de Autonomía
El Estatuto de Autonomía sería reformado tres veces: en 1991, 1994 y 1999. La primera reforma alteró únicamente un artículo relativo a las elecciones a la Junta General del Principado de Asturias. La segunda reforma, de 1994, sirvió para ampliar las competencias asumidas por la comunidad autónoma. 
La reforma de 1999 fue de mayor calado, puesto que, además de un aumento en las competencias, introdujo dos órganos auxiliares del Principado de Asturias: la Sindicatura de Cuentas y el Consejo Consultivo. Como punto más bien simbólico, cambió el nombre de «Estatuto de Autonomía para Asturias» a «Estatuto de Autonomía del Principado de Asturias».
Hubo un intento posterior de reforma, ya a principios de siglo XX, que no llegaría a materializarse. La iniciativa se sitúa en una época de intensas reformas en los diferentes Estatutos de Autonomía: concretamente, es en el año 2006. Fue entonces cuando el gobierno asturiano solicitó un dictamen al Consejo Consultivo del Principado de Asturias. La solicitud se efectuó por el presidente del Principado de Asturias. Planteaba una relación numerosa de preguntas, agrupadas en tres apartados: «Cuestiones previas de índole formal», «Cuestiones previas de carácter general» y «Cuestiones relativas a contenidos de la reforma estatutaria».El Consejo Consultivo respondería a las dudas en un extenso documento, el dictamen 93/2006.
En octubre de 2007, el parlamento asturiano decide crear un Grupo de Trabajo (ponencia estatutaria) para debatir sobre la mencionada reforma, que continuó sus reuniones hasta 2008.Parecía que existía un acuerdo entre las fuerzas mayoritarias, PP y PSOE, con un texto casi finalizado a falta de una reunión. Las negociaciones terminaron abruptamente debido a la insistencia del PP por regular la capitalidad de Oviedo. La exigencia procedía, notablemente, del por entonces alcalde de Oviedo Gabino de Lorenzo.

## Contenido

### Título preliminar
La rúbrica «Titulo Preliminar» no aparecía en la redacción originaria, cuyos arts. 1 a 9 figuraban descabezados. Sería añadida, para aglutinar a esos preceptos, por la Ley Orgánica 1/1999, de 5 de enero. Establece una serie de aspectos simbólicos, como son la denominación de la comunidad autónoma, el territorio y la bandera de la comunidad autónoma. Asimismo, en el número 2 del art. 3 EA se dispone que “El Principado de Asturias tiene escudo propio y establecerá su himno por ley del Principado”. El himno sería el popular Asturias, patria querida, establecido oficialmente por la Ley del Principado 1/1984.
El artículo 4 establece que la lengua asturiana, el bable, gozará de protección, pero no declara su oficialidad, aspecto ampliamente discutido y polémico. Esto se produce a pesar de que ya había activo un movimiento por la oficialidad de la lengua asturiana. Además de la mencionada protección, establece que se promoverá su uso, su difusión en los medios de comunicación y su enseñanza, respetando, en todo caso, las variantes locales y voluntariedad en su aprendizaje.

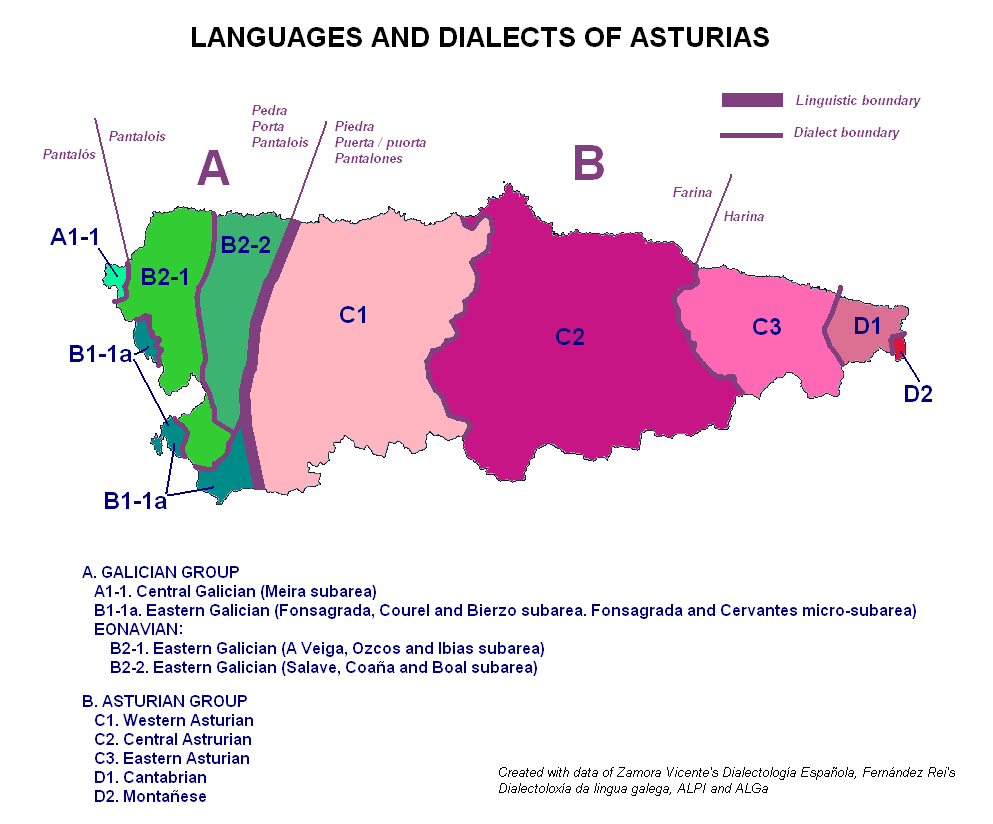
Mapa lingüístico de Asturias. El estatus del idioma asturiano se trata de uno de los puntos de conflictos del Estatuto.

Originalmente, en el primer anteproyecto de 1979, la única referencia a la lengua se encontraba en el Título I, art. 7-14, en el que, dentro de las competencias exclusivas del Principado de Asturias, se atribuía textualmente: «Fomento de la investigación y de la cultura con especial referencia a sus manifestaciones regionales y a sus peculiaridades lingüísticas».
A partir de diciembre de 1979, se abrió un período de consultas sobre el anteproyecto. Hubo dos cuestiones en las que hubo consenso sobre dos temas: el bable debía ser llevado al título preliminar y era necesario darle otro estatus y distinto tratamiento. Entonces, los partidos políticos decidieron elaborar y presentar respectivas enmiendas, para dar respuesta a esta consideraciones:
- UCD propuso eliminar la coletilla «y a sus peculiaridades lingüísticas», y añadir un artículo 14 bis con el siguiente texto: «Fomento y protección de los diferentes bables que como modalidades lingüísticas se practican en el territorio de Asturias».
- El Partido Comunista de Asturias trasladaba el bable a un nuevo artículo 3 bis, que decía lo siguiente: «El bable, con sus diversas peculiaridades como lengua específica de Asturias, gozará de protección. La comunidad autónoma velará por su conservación y difusión a través de las instituciones que establezcan la legislación y demás normas del ordenamiento jurídico regional».
- El PSOE también propuso la creación de un nuevo artículo 3 en el título preliminar: «Son lenguas de Asturias el castellano y el asturiano o bable. Se promoverá la utilización del bable, su difusión en los medios de comunicación y su conocimiento en la enseñanza, respetando, en todo caso, las variantes locales y la voluntariedad de su aprendizaje».
- Alianza Popular no presentó enmiendas. Durante el debate del Estatuto, se sumó a la idea de incluir la lengua en el título preliminar, pero se negó a aceptar, por «confusa y peligrosa», la redacción que proponían en conjunto el PSOE y PCA.[14]

El artículo 4 terminó redactado como sigue en el proyecto: «El bable, como lengua específica de Asturias, gozará de protección. Se promoverá su uso, su difusión en los medios de comunicación y su enseñanza, respetando en todo caso, las variantes locales y la voluntariedad de su aprendizaje». En este punto, el texto aprobado finalmente eliminaría la expresión de «lengua específica de Asturias».
Según la redacción dada en 1999, que añade un segundo párrafo, «una ley del Principado regulará la protección, uso y promoción del bable». Esta ley ya existía en el momento de la modificación: era la reciente Ley 1/1998, de uso y promoción del bable.  

Mapa de los concejos de Asturias.

Por otro lado, el artículo 6 trata la organización territorial de Asturias, cuyo elemento básico serán los municipios, que reciben la denominación tradicional de Concejos. Se excluye a la provincia como entidad local y, además, se incluye la posibilidad de crear comarcas, una novedad común a otros Estatutos de Autonomía.
Por último, se determinan los requisitos para obtener la condición de asturiano.La redacción, en este sentido, del artículo 7 es bastante similar a lo presente en otros Estatutos.

### Título I
Determina las competencias del Principado de Asturias. Debido al procedimiento seguido para acceder a la autonomía (Disp. Trans. 4.ª CE), el Principado de Asturias, en el momento de su constitución en comunidad autónoma, al igual que el resto de las denominadas Comunidades Autónomas de vía lenta, únicamente podía asumir estatutariamente competencias en las materias enumeradas en el art. 148.1 CE y con el alcance indicado en este precepto constitucional. Este es precisamente el marco constitucional en el que se inserta la primitiva redacción de los arts. 10, 11 y 12 EA, al listar las materias respecto de las cuales la comunidad autónoma asumió, inicialmente, competencias exclusivas, de desarrollo legislativo y de ejecución.
En años posteriores, hubo dos propuestas de reforma del EA presentadas ante la Junta General para incrementar el acervo competencial, que no llegaron a buen término. Así aconteció, en primer lugar, con la Proposición de Ley de Iniciativa Legislativa Popular de Reforma del Estatuto de Autonomía, presentada en septiembre de 1988 y que suscribieron como promotores Xuan Xosé Sánchez Vicente, Miguel Ángel Arias Álvarez, José Carlos Rubiera Tuya, Jesús Revuelta Fernández y Jesús Cañedo Valle, que fue inadmitida a trámite por Acuerdo de la Mesa de la Junta General, de 13 de octubre de 1988, por no estar legitimados los promotores ex art. 57.1 EA para impulsar la reforma del EA (BOJG, II, Serie B, núm. 11.1, de 17 de octubre de 1988). También resultó abocada al fracaso la Proposición de Reforma del Estatuto de Autonomía para Asturias impulsada por los Grupos Parlamentarios de Alianza Popular, CDS e Izquierda Unida en diciembre de 1988, que fue rechazada en el Pleno de la Junta General, al no haberse alcanzado la mayoría estatutariamente requerida (BOJG, II, Serie B, núms.. 13.1 y 13.9, de 22 de diciembre de 1988 y 7 de noviembre de 1989, respectivamente).
Este título sería finalmente modificado en dos ocasiones: primero por la Ley Orgánica 1/1994, de 24 de marzo, para incorporar las competencias transferidas por la Ley Orgánica 9/1992, de 23 de diciembre, y después por la Ley Orgánica 1/1999, de 5 de enero, que le ha dado la redacción vigente.

### Título II

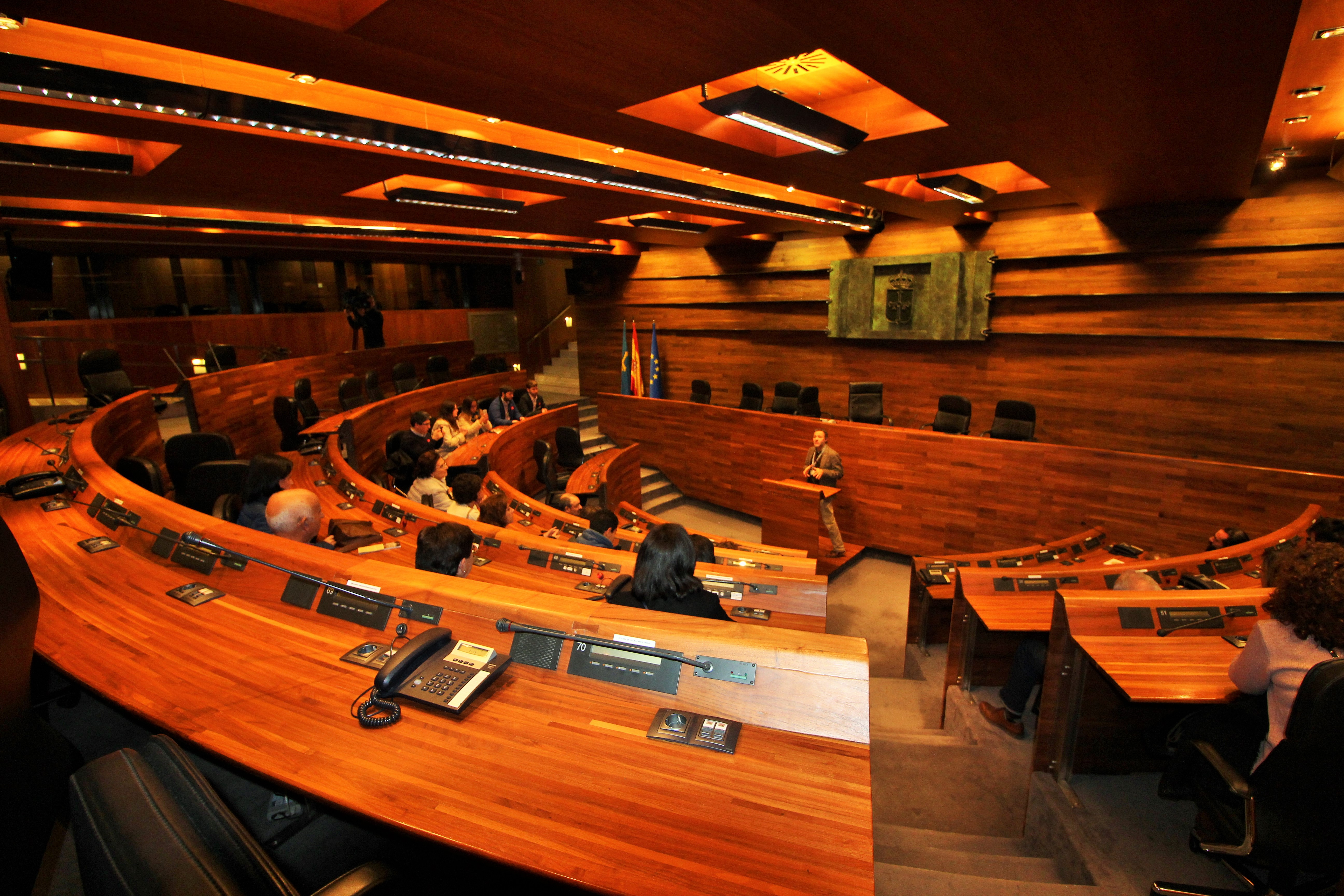
Hemiciclo del palacio de la Junta General del Principado de Asturias, situado en Oviedo

Crea los órganos institucionales del Principado de Asturias, que son tres: La Junta General del Principado de Asturias, el Consejo de Gobierno y el Presidente del Principado de Asturias. Esta organización institucional es igual en todas las Comunidades Autónomas y obedece al mimetismo de los Estatutos redactados según el artículo 143 de la Constitución, en relación con los aprobados por el procedimiento del art. 151 CE. Estos últimos estaban constitucionalmente obligados a establecer la estructura organizativa que les imponía el art. 152 CE, y en ella se incluía la figura del presidente de la comunidad autónoma, “elegido por la Asamblea (legislativa), de entre sus miembros, y nombrado por el Rey, (y) al que corresponde la dirección del Consejo de Gobierno, la suprema representación de la respectiva Comunidad y la ordinaria del Estado en aquella”. El Estatuto asturiano, al seguir un procedimiento de elaboración distinto, hubiera podido articular una organización institucional diferente, pero no fue así.
De los tres órganos institucionales del Principado de Asturias, la Junta General es la que más artículos comprende: diez artículos (arts. 23 a 31), agrupados dentro del Capítulo I del Título II EA, contra los cinco que juntos suman Consejo de Gobierno y Presidente.
El art. 23 define a la Junta General como el órgano que «representa al pueblo asturiano, ejerce la potestad legislativa, aprueba los presupuestos, orienta y controla la acción del Consejo de Gobierno y ejerce las restantes competencias que le confieren la Constitución, este Estatuto y demás normas del ordenamiento jurídico».
El Presidente es órgano institucional a título individual y no como cabeza del Consejo de Gobierno. El Presidente es primariamente Presidente del Principado y en calidad de tal le corresponde la presidencia del Consejo (art. 32.2 EA). En virtud de esta caracterización, “ostenta la suprema representación del Principado y la ordinaria del Estado en Asturias”.

Isologo del Gobierno del Principado de Asturias empleado desde 2022

El art. 33 contiene la definición del Consejo de Gobierno como «el órgano colegiado que dirige la política de la Comunidad Autónoma y al que corresponden las funciones ejecutiva y administrativa y el ejercicio de la potestad reglamentaria».

#### Título II Bis
Se añade en la reforma de 1999 este Título II Bis, que crea dos órganos auxiliares: la Sindicatura de Cuentas y el Consejo Consultivo. El Estatuto se limita a referir que una ley del Principado regulará su composición y funciones. Para la Sindicatura de Cuentas, señala que «Dependerá directamente de la Junta General del Principado y ejercerá sus funciones por delegación de ella en el examen y comprobación de la Cuenta General del Principado».
La creación de la Sindicatura de Cuentas no generó apenas debate parlamentario. Tan sólo se produjo una enmienda durante la tramitación de la proposición de ley de reforma del Estatuto y afectaba a la redacción del artículo, no tanto al contenido. Esto se debe, siguiendo a Requejo Rodríguez, no a desinterés por la institución sino, por el contrario, a «la unanimidad que existe en torno a su creación estatutaria en los términos propuestos». Lo mismo sucedió respecto al Consejo Consultivo que, además, era una institución que  satisfacía un deseo expresado de manera reiterada en distintos momentos, como en la elección del Presidente del Principado del año 1995 (DS núm. 2, núm. sesión 2, IV Legislatura, de 6 de julio de 1995).
Aunque no previsto en el Estatuto, también se creó el Procurador General del Principado de Asturias, figura que emula al Defensor del Pueblo.

### Título III

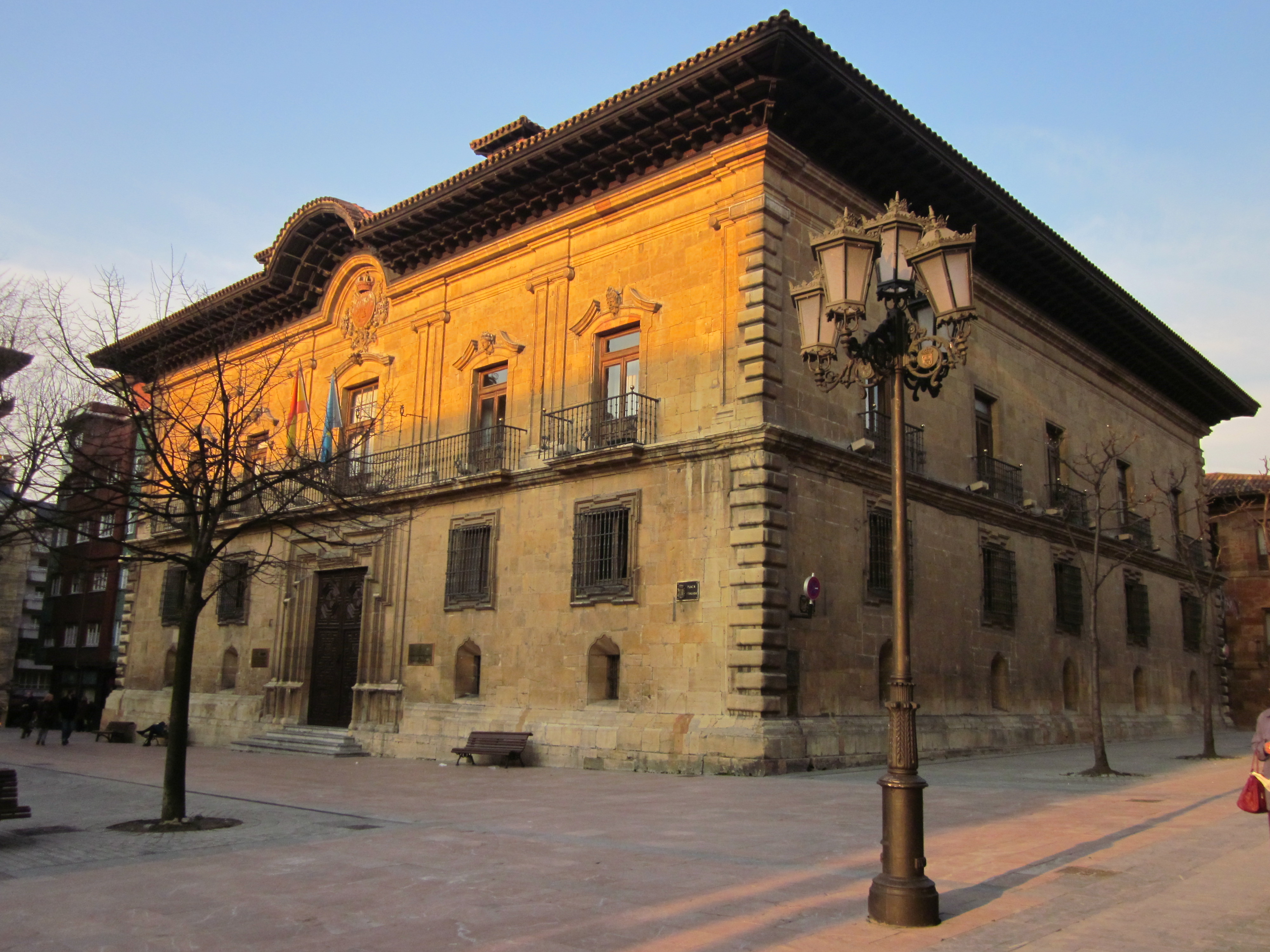
Palacio de Camposagrado, sede del TSJPA (Oviedo)

El tercer título trata de la Administración de Justicia. Como principal novedad, hace desaparecer la antigua Audiencia Territorial de Oviedo, que se integra en el Tribunal Superior de Justicia del Principado de Asturias. Regula también las competencias de los órganos jurisdiccionales en la comunidad autónoma.

### Título IV
Se dedica a la Hacienda y Economía. Abarca materias tales como la composición del patrimonio del Principado de Asturias, las fuentes de ingresos de la Hacienda del Principado, la administración de tributos propios y de los tributos cedidos por el Estado al igual que los órganos de conocimiento de las reclamaciones interpuestas contra los actos dictados en materia tributaria.

### Título V
Ampliamente reformado en 1999, el título V habla del control de la actividad de los órganos del Principado de Asturias.
- Las Leyes del Principado solamente se someterán al control de constitucionalidad que ejerce el Tribunal Constitucional.
- Los actos y disposiciones de la Administración del Principado están sometidos al control de la jurisdicción contencioso-administrativa.
- El control económico y presupuestario del Principado de Asturias se ejercerá por la Sindicatura de Cuentas del Principado, sin perjuicio de las funciones del Tribunal de Cuentas del Reino.

### Título VI
Establece el procedimiento para la reforma del Estatuto de Autonomía. Cabe mencionar que la reforma del Estatuto de Autonomía implica la reforma de una ley orgánica estatal. Se trata, no obstante, de una ley orgánica singular en cuanto a su procedimiento de elaboración, pues es inexcusable la previa aprobación del proyecto de reforma por parte de la Junta General. No cabe, por tanto, la reforma a partir de un proyecto de ley presentado por el Gobierno o de una proposición parlamentaria, como es común, sino que el procedimiento de reforma de esta particular ley orgánica sólo puede iniciarse con ocasión de un proyecto aprobado por la Junta.
La iniciativa puede partir de una cuarta parte de los diputados de la Junta General (es decir, 12 en su composición actual), de dos tercios de los municipios asturianos (52 de los 78) o al Consejo de Gobierno, así como al Gobierno y Cortes Generales del Estado. Exige una mayoría de tres quintos de los miembros de la Junta General del Principado de Asturias (es decir, 27 de los actuales 45 diputados). En un añadido de 1999, sólo será necesaria una mayoría absoluta cuando la reforma tenga únicamente por objeto la ampliación de competencias en materias que no estén constitucionalmente reservadas al Estado.
El proyecto de reforma, una vez aprobado por la Junta General, tendrá que ser “sometido ulteriormente a la aprobación de las Cortes Generales como ley orgánica” (art. 56 EA). En este sentido, la Junta General remitirá el proyecto a las Cortes para su aprobación como ley orgánica. El procedimiento a seguir será el propio de ese tipo de leyes, aunque con las especialidades establecidas en la Resolución de la Presidencia del Congreso de los Diputados, de 16 de marzo de 1993, sobre procedimiento a seguir para la tramitación de la reforma de los Estatutos de Autonomía, y en la Norma supletoria de la Presidencia del Senado de 30 de septiembre de 1993. Aprobada la ley orgánica, será sancionada y promulgada por el Jefe del Estado y entrará en vigor tras su publicación oficial.